# Іздебно (Куявсько-Поморське воєводство)
Іздебно (пол. Izdebno) — село в Польщі, у гміні Роґово Жнінського повіту Куявсько-Поморського воєводства.
Населення — 141 особа (2011).
У 1975-1998 роках село належало до Бидгощського воєводства.

## Демографія
Демографічна структура станом на 31 березня 2011 року:
|          | Загалом | Допрацездатний вік | Працездатний вік | Постпрацездатний вік |
| -------- | ------- | ------------------ | ---------------- | -------------------- |
| Чоловіки | 73      | 16                 | 48               | 9                    |
| Жінки    | 68      | 11                 | 43               | 14                   |
| Разом    | 141     | 27                 | 91               | 23                   |